# آرمین اک
آرمین اک (انگلیسی: Armin Eck؛ زادهٔ ۸ دسامبر ۱۹۶۴) بازیکن فوتبال اهل آلمان است.
از باشگاه‌هایی که در آن بازی کرده‌است می‌توان به باشگاه فوتبال بایرن مونیخ، باشگاه فوتبال هامبورگ، و باشگاه فوتبال آرمینیا بیله‌فلد اشاره کرد.